# Зелений салат

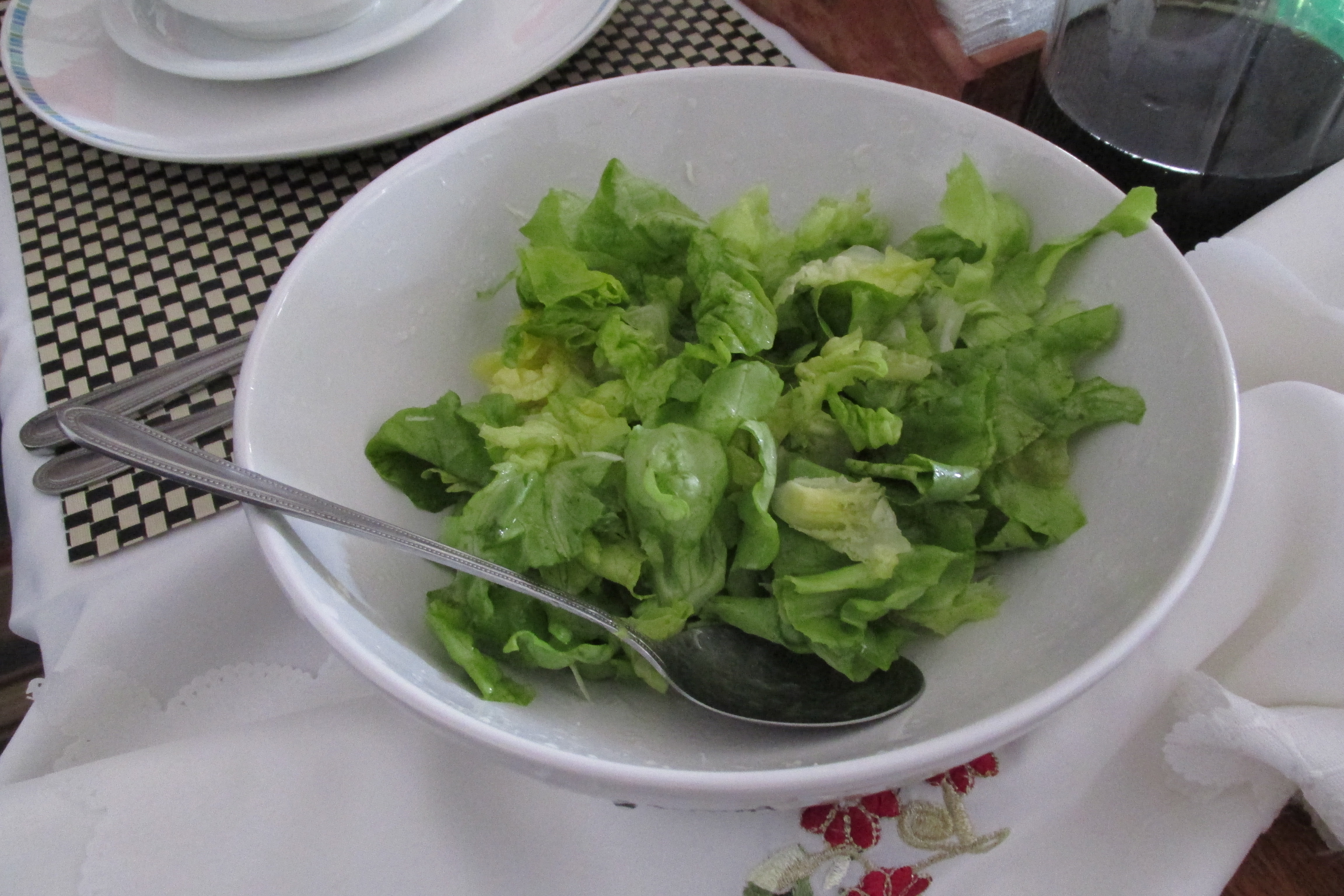
Зелений салат із латуком

Зелений салат — салат зі свіжих листових овочів (салатних овочів, щавлю і шпинату) в різних заправках (вінегретній, майонезі або вершках). 
Салатні культури поділяють на прісні (городній салат), гіркі (ендівій, ескаріоль) та пряні (крес-салат).

## Історія
Ще на початку XX століття склад зеленого салату обмежувався латуком і олією, нині в класичному зеленому салаті можуть бути ароматичні городні трави і сирі овочі та фрукти зазвичай зеленого кольору. Зелені салати зустрічаються у багатьох кухнях світу, у європейських кухнях вибір основного продукту зеленого салату часто визначає національний колорит.

## Варіації
Зелений салат часто доповнюють вареним яйцем, заправляють сметаною. Такі варіації відносять до раціонального харчування. Салат можуть подавати до святкового столу.
Солити салати рекомендують перед самою подачею, бо якщо посолити їх заздалегідь, овочі виділять багато соку. Промита зелена цибуля швидко псується, тому мити її рекомендують безпосередньо перед вживанням.